# Karloman (syn Karola II Łysego)
Karloman (ur. ok. 849, zm. w 876) – frankoński książę z dynastii Karolingów, syn Karola II Łysego z pierwszego małżeństwa z Ermentrudą.
Został przeznaczony do kariery duchownej. Tonsurę otrzymał w 854, sześć lat później został opatem w opactwie św. Medarda w Soissons. Po śmierci swego brata Lotara w 865 otrzymał opactwo w Auxerre. Lotar również był stanu duchownego, od 861 był mnichem, a potem opatem właśnie w Auxerre, gdzie został zastąpiony przez Karlomana.
Karloman mimo życia klerykalnego brał aktywny udział w ówczesnych wydarzeniach politycznych. W 870 roku podniósł bunt przeciwko ojcu. Spór został zażegnany z udziałem między innymi hrabiego Flandrii Baldwina I. Jednak w 873 roku ponownie stanął na czele opozycji przeciwko ojcu. Został schwytany, oślepiony za karę buntu i przewieziony do opactwa w Corbie. Uciekł do stryja Ludwika II Niemieckiego, który w 874 roku osiadził go w opactwie w Echternach. Dwa lata później Karloman zmarł.